# Shifnal
Shifnal – miasto w Anglii, w hrabstwie Shropshire. Leży 27 km na wschód od miasta Shrewsbury i 201 km na północny zachód od Londynu. Miasto liczy 7094 mieszkańców.